# John Landy
John Michael Landy (ur. 12 kwietnia 1930 w Melbourne, zm. 24 lutego 2022 w Castlemaine) – australijski lekkoatleta (średniodystansowiec), a po zakończeniu kariery sportowej polityk.	

## Życiorys
Na igrzyskach olimpijskich w Helsinkach (1952) wystartował biegach na 1500 i 5000 metrów, jednak nie odniósł w żadnym z nich sukcesów kończąc swój udział na eliminacjach. 21 czerwca 1954 na mityngu w Turku (Finlandia) ustanowił rekordy świata w biegu na 1 milę (3:58,0) oraz na 1500 metrów (3:41,8). W 1954 zdobył srebrny medal w biegu na milę podczas igrzyska Imperium Brytyjskiego i Wspólnoty Brytyjskiej, przegrywając z Rogerem Bannisterem w jednym z najsłynniejszych biegów w historii, nazwanym cudowną milą („The Miracle Mile”). Dwa lata później zajął trzecie miejsce w biegu na 1500 metrów na rozgrywanych w Melbourne igrzyskach olimpijskich. W ciągu swojej sportowej kariery pięć razy poprawiał rekord Australii w biegu na 1500 metrów (od 3:45,0 w 1952 do 3:41,8 w 1954), jeden raz był także rekordzistą swojego kraju w biegu na 800 metrów.
Od 1 stycznia 2001 do 7 kwietnia 2006 był gubernatorem australijskiego stanu Wiktoria. Odznaczony Orderem Australii, Królewskim Królewskim Orderem Wiktoriańskim oraz Orderem Imperium Brytyjskiego V klasy (MBE).